# Théophile Homolle
Jean Théophile Homolle (né le 19 décembre 1848 à Paris, où il est mort le 13 juin 1925) est un helléniste, archéologue et administrateur français.

## Archéologue
Normalien, il est reçu agrégé d’histoire en 1874. Il ne souhaitait pas se consacrer à l'enseignement secondaire mais avait l'intention de devenir archéologue. Albert Dumont a fondé l'École française de Rome en 1873 et a appelé Théophile Homolle pour suivre pendant un an aux fouilles d'Ostie. Il en a tiré un mémoire qui n'a pas été publié : Essai sur l'histoire, les institutions et la topographie d'Ostie d'après les récentes découvertes. Albert Dumont qui est nommé directeur de l'École française d'Athènes en remplacement de Émile-Louis Burnouf en 1875 l'a appelé auprès de lui. Il a d'abord songé aller à Constantinople pour réaliser un recueil des inscriptions grecques allant du règne de Constantin au XVIe siècle avant d'abandonner ce projet.
Depuis 1846, l'École française d'Athènes avait commencé s'intéresser à l'île de Délos où était situé le sanctuaire d'Apollon. Plusieurs de ses membres y ont fait des missions. En 1864, Léon Terrier a rédigé un mémoire sur l'île après y avoir passé un mois,. En 1873, Albert Lebègue a fouillé le versant occidental de du mont Cynthe où Émile Burnouf et lui pensaient trouver le « temple primitif de l'Apollon délien ». Albert Lebègue a déblayé superficiellement au sommet du mont Cynthe où se trouvait une terrasse avant de rédiger le livre Recherches sur Délos publié en 1876.
En 1876, Albert Dumont a envoyé Théophile Homolle à Délos pour déterminer l'endroit où l'École française d'Athènes pourrait utilement faire de nouvelles fouilles. Albert Dumont supposait que le temple d'Apollon devait se trouver entre le mont Cynthe et la mer. L'immensité des ruines l'a effrayé et il jugeait que les crédits nécessaires pour entreprendre ces recherches dépassaient les budgets assez faibles alloués à l'École française d'Athènes. L'île est alors sans arbre, sans habitant et les conditions de vie en été sont rebutantes. Chaque soir il faut franchir un bras de mer pour rejoindre l'île de Rhénée. Théophile Homolle est revenu hésitant quant à la possibilité d'y entreprendre des fouilles mais Albert Dumont l'a convaincu. Une carte faite pendant l'expédition de Morée indiquait un champ de ruines avec le nom Marmara, « les marbres ». Homolle a supposé que ce lieu devait correspondre au sanctuaire principal du dieu à Délos. 
Théophile Homolle est membre de l'École française d'Athènes en 1877 et 1878. Il a fait ensuite quatre missions à Délos, en 1878, 1880, 1885 et 1888.
En 1877, il dégage le côté sud et le côté ouest d'un temple de grandes dimensions appelé depuis le « Grand temple de Délos » (temple no 13 du Guide de Délos de Philippe Bruneau et Jean Ducat publié par l'École française d'Athènes, première édition en 1965, quatrième édition en 2005). Deux tranchées parallèles sont alors réalisées vers le rivage occidental. Une a mis au jour l'Oikos des Naxiens, l'autre, plus au nord, le Pôrinos Naos (temple no 11 du Guide de Délos). Albert Dumont a qualifié les inscriptions trouvées de « véritables trésors épigraphiques ».
En 1878, Homolle a complété les fouilles des temples 11 et 13 où il a trouvé d'importantes sculptures, l'ex-voto de Nicandré de Naxos, la « Niké d'Archermos », des acrotères faîtiers, le « Temple des Athéniens » appelé aussi « Temple aux sept statues » (temple no 12). En 1878, Albert Dumont est remplacé par Paul Foucart qui est resté directeur jusqu'en 1890.
Les recherches qu'il continue en 1879 permettent de trouver les Propylées du Sud (no 5) qui donnent accès au temple d'Apollon, le « Portique Sud » (no 4) situé plus au sud, faisant face au dromos menant aux Propylées, au portique du roi de Macédoine Philippe V (no 3). Il a dégagé au nord-est du Temple d'Apollon quatre de oikoi (maisons) disposés en arc de cercle convexe (no 16, 17, 18, 19. À l'ouest, il a découvert ce qu'il a appelé « l'Artémision neuf » no 42, et dans l'angle nord-est « l'Artémision » no 46 qu'il a appelé « vieil Artémision ».
En 1880, il est revenu sur les temples no 11 et 12, fait les plans plus précis des Artémisions et complété les relevés des édifices no 16 à 20. Il reconnaît au nord un long portique no 29 auquel on a d'abord donné le nom de Portique « des Cornes » à cause de certains décors et qui marquait le sanctuaire d'Apollon au nord. Il a mis au jour une suite de façade parallèle au mur du Portique nord et qui marquent le sud de ce qui est appelé Agora des Italiens no 52. À lest est découvert le Prytanée délien, interprété alors comme le téménos de Dionysos, et, plus au sud, l'Agora des Déliens, désigné alors sous le nom de « Portique Tétragone ». Le péribole du sanctuaire d'Apollon était alors à peu près défini, ainsi que celui de l'Artémision.
Il a contrôlé et précisé certains détails des fouilles au cours des deux dernières campagnes qu'il a faites, en 1885 et 1888. En 1885, il a soutenu sa thèses de doctorat, De antiquissimis Dianae simulacris deliacis qui est un travail archéologique sur l'évolution des statues d'Artémis depuis les temps les plus anciens. Il a publié Les Archives de l’Intendance sacrée à Délos (315-166 av. J. C.). Le livre donne un inventaire de toutes les inscriptions relatives à la gestion des biens et des trésors du dieu de Délos par les intendants de la Caisse sacrée.

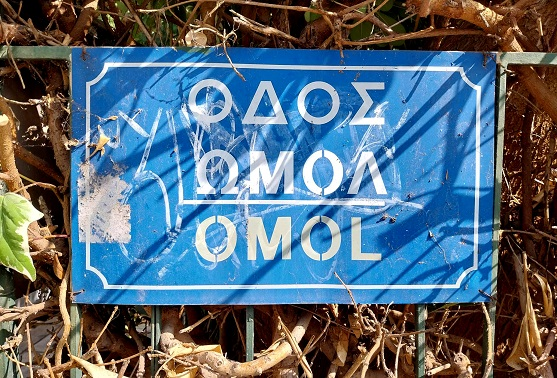
Plaque de « rue Omol » à Athènes, qui porte le nom de Théophile Homolle.

De retour en France, en 1879, il enseigne à la Faculté des lettres de Nancy, à l’École normale supérieure. Quand Paul Foucart est nommé directeur de l'École française d'Athènes, il est nommé son suppléant au Collège de France en 1884, avant de lui succéder à la direction de l’École française d’Athènes, en 1890. À ce poste, il se révèle un habile négociateur et obtient le financement et les autorisations nécessaires pour entreprendre les fouilles de Delphes (1892-1903),, dont l’importance archéologique est majeure et auxquelles participe l'architecte Albert Tournaire. Pendant son mandat, il met également sur pied une école laïque d’enseignement du français.
Il succède à Paul Foucart dans sa chaire au Collège de France.
Homolle devient membre de l’Académie des inscriptions et belles-lettres en 1892. Il entre à l’Académie des beaux-arts en 1910, puis est l’un des fondateurs de l’Union académique internationale (1919), dont il assure la présidence de 1923 à sa mort.

## Administrateur
À l’issue des fouilles de Delphes en 1904, Homolle est nommé directeur des Musées nationaux. Le vol de la Joconde au Louvre alors qu’il est en vacances, en 1911, le force à démissionner. Après avoir repris brièvement la tête de l’École française d’Athènes, de 1912 à 1913, il accède à la direction de la Bibliothèque nationale, fonction qu’il occupe jusqu’en 1923.

## Distinction
- Grand officier de la Légion d'honneur. En 1924, il est élevé à la dignité de grand officier de la Légion d'honneur[13].

## Publications
- Fouilles exécutées à Délos, dans Revue archéologique, 1880, p. 85-95 (lire en ligne)
- De antiquissimis Dianae simulacris deliacis, thèse présentée en 1885, Adolphe Labitte, Paris (lire en ligne)
- Les Archives de l’Intendance sacrée à Délos (315-166 av. J. C.), Ernest Thorin éditeur, Paris, 1887 (lire en ligne)

Il a réuni les textes d'Albert Dumont publiés dans Mélanges d'archéologie et d'épigraphie, Ernest Thorin éditeur, Paris, 1892 (lire en ligne)